# تپه تخت شاه ۷
تپه تخت شاه ۷ مربوط به سده‌های ۶ تا ۹ ه.ق است و در شهرستان زابل، بخش میانکنگی، دهستان قرقری، ۱/۷۲ کیلومتری غرب روستای تخت عدالت واقع شده و این اثر در تاریخ ۲۸ اسفند ۱۳۸۵ با شمارهٔ ثبت ۱۸۹۷۵ به‌عنوان یکی از آثار ملی ایران به ثبت رسیده است.